# 科隆希納
50°26′51″N 29°57′32″E / 50.44750°N 29.95889°E

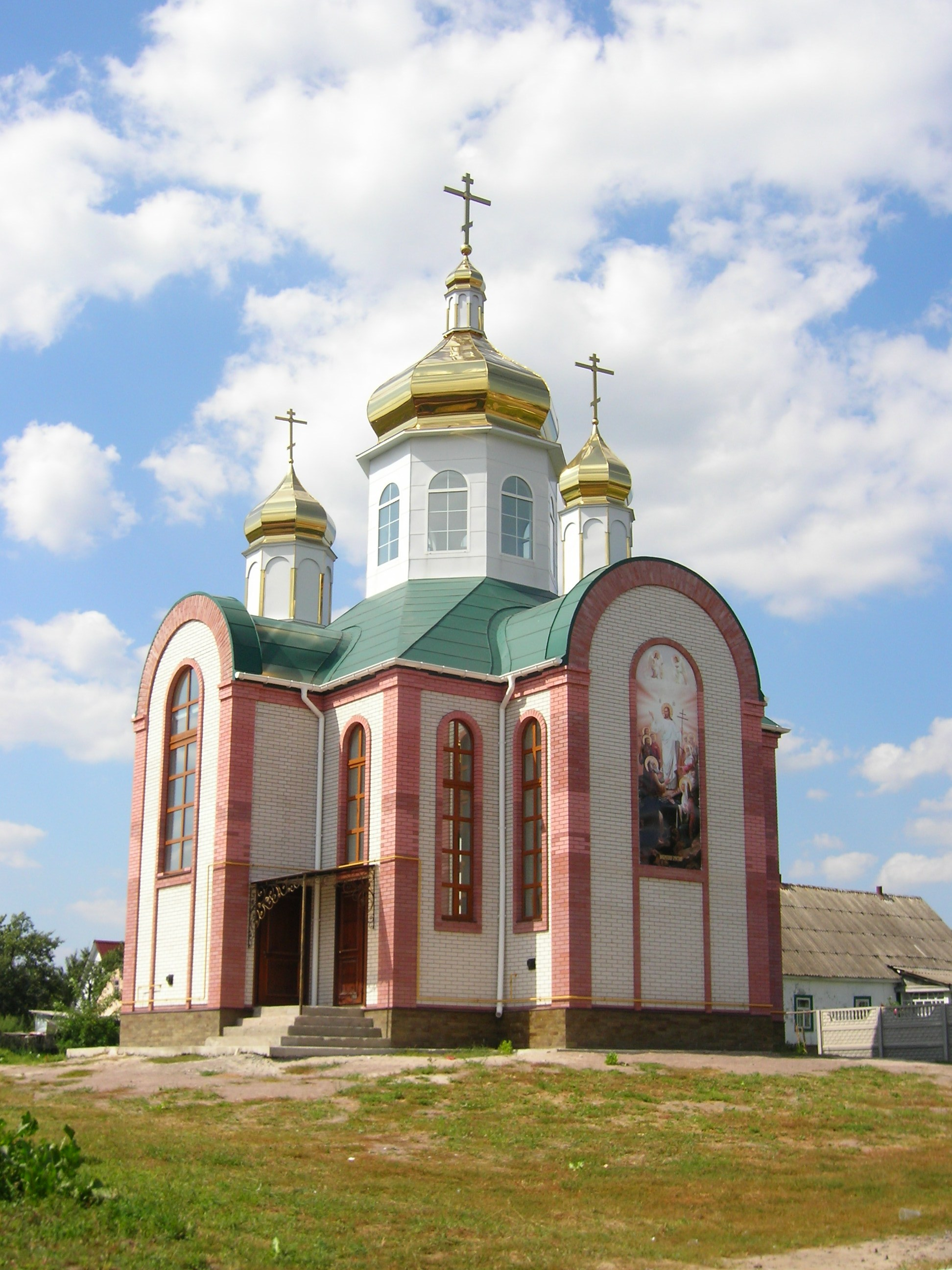
教堂

科隆希納（烏克蘭語：Колонщина）是位於烏克蘭北部的村莊，由基辅州布恰区的馬卡里夫市鎮負責管轄。該村始建於1635年，面積0.3平方公里，海拔高度170米，2025年人口2000，人口密度每平方公里3,095.4人。